# Grand Fleet (jeu vidéo)
Grand Fleet est un jeu vidéo de type wargame conçu par J. Baker et publié par Simulations Canada à partir de 1988 sur Apple II, Amiga, Atari ST, Commodore 64 et IBM PC,. Le jeu simule, à l’échelle opérationnelle, des opérations navales  dans la mer du Nord pendant la première Guerre mondiale, entre 1906 et 1920,. Le joueur y incarne un commandant qui contrôle directement sa flotte et peut donner des ordres généraux aux flottes commandés par ses subordonnés. Comme les autres jeux du studio, le jeu ne propose pas de graphismes et repose uniquement sur une interface textuelle combinée avec un plateau de jeu et des pions inclus dans son packaging.